# Públio Cornélio Cipião Násica Serapião
Públio Cornélio Cipião Násica Serapião (183–132 a.C.; em latim: Publius Cornelius Scipio Nasica Serapio) foi um político da família dos Cipiões da gente Cornélia da República Romana eleito cônsul em 138 a.C. com Décimo Júnio Bruto Galaico. Era filho de Públio Cornélio Cipião Násica Córculo com Cornélia Africana Maior, filha de Cipião Africano. O cônsul em 111 a.C., Públio Cornélio Cipião Násica Serapião era seu filho. Foi o terceiro membro de sua família a receber o agnome "Násica", que significa "nariz pontudo"e, como seu pai, a quem sucedeu em 141 a.C., foi pontífice máximo.
Ele é mais conhecido por ter sido o principal adversário dos irmãos Graco, que eram seus primos, e teve um papel fundamental na queda de Tibério Graco.

## Primeiros anos

Mapa da região da Panônia e da Ilíria, onde Násica serviu como cônsul e pretor

Muito pouco se sabe os primeiros anos da vida de Násica Serapião, mas é provável que o seu ramo da família dos Cipiões tenha se distanciado do resto da família, especialmente por sua visão contrária à Terceira Guerra Púnica. Násica Córculo, seu pai, ainda se opunha no Senado Romano enquanto Cipião Emiliano liderava os romanos na África cartaginesa.
Uma importante referência à participação de Násica Serapião na política é um misterioso "Cornélio" citado pelo historiador Apiano. A este Cornélio é atribuída uma grande derrota romana nas mãos dos temidos "panônios" e é possível identificar este Cornélio como sendo Násica Serapião, que, em 141 a.C., era o pretor da Macedônia. Debate-se se estes terríveis panônios não seriam, na realidade, os habitantes da Ilíria, ao sul da Panônia propriamente dita.
No mesmo ano, Násica Serapião recebeu o título de pontífice máximo, herdando-o de seu pai recém-falecido.

## Consulado (138 a.C.)
Em 138 a.C., foi eleito cônsul com Décimo Júnio Bruto Galaico como parte de um plano entre os romanos de eleger "homens fortes" para tentar reverter as sucessivas revoltas e derrotas no estrangeiro. Durante seu consulado, tentou vingar sua derrota como pretor e, para viabilizar sua campanha, tentou realizar um pesado alistamento entre os romanos. Descontentes com as exigências, uma grande oposição se levantou sob a liderança de seu maior rival político, o tribuno Caio Curiácio, que mandou prendê-lo sob a acusação de negar os privilégios legais dos tribunos contra o alistamento. Ainda em custódia, Násica recebeu o título de "Serapião" como um insulto, uma referência ao formato de seu nariz.

## Conflito com Tibério Graco

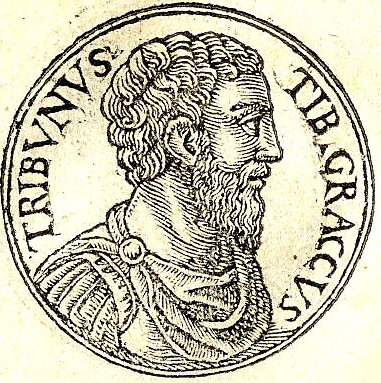
Tibério Graco, assassinado por Násica Serapião

A principal batalha política de Násica Serapião, contada por Plutarco, ocorreu no evento da morte de Tibério Graco, que foi tribuno da plebe numa época que a República Romana estava inchada e paralisada pelos efeitos deletérios da rápida expansão no exterior. Um enorme influxo de escravos e riquezas e uma profunda mudança na função da agricultura que provocou uma severa desvalorização do mercado de cereais estavam na raiz de uma grave crise doméstica que ameaça os valores fundamentais da cultura romana (há um debate sobre qual dos dois efeitos foi mais importante. Graco tentou passar uma série de leis para tentar corrigir e amenizar a crise doméstica, mas que também tinham a intenção de aumentar a influência da plebe na sociedade romana. Násica Serapião odiava Graco especialmente por ser muito rico e controlar muitas terras públicas, ressentindo-se de se ver forçado a devolvê-las. Sentindo-se ameaçados, os patrícios, que eram a maioria no Senado, e os equestres (chamados optimates) alinharam-se com Násica Serapião, o pontífice máximo, e seu primo, Cipião Emiliano, o vencedor de Cartago, na luta contra Graco e seus aliados, chamados populares.
Em 133 a.C., Tibério Graco apresentou-se na assembleia para tentar a reeleição no seu cargo de tribuno, mas não foi eleito. Temendo pela sua vida, armou seus aliados com porretes improvisados. Seus opositores foram ao Senado Romano para informar a gravidade da situação e Násica Serapião exigiu que o cônsul salvasse o estado derrubando o pretenso tirano. Públio Múcio Cévola, o cônsul, respondeu que não usaria da violência e não mataria um cidadão sem julgamento, mas se a plebe, persuadida por Tibério, votasse alguma coisa que fosse ilegal, ele não aceitaria o resultado. Násica Serapião se levantou e disse que se o principal magistrado trai o Estado, aqueles que querem seguir a lei deveriam segui-lo. Cobrindo sua cabeça com a toga, ele foi até o Capitólio junto com vários senadores, que enrolaram a toga no braço. Os lictores dos senadores carregavam porretes, que tinham trazido de casa, e os senadores improvisaram com fragmentos do mobiliário que havia sido destruído pela multidão. Graco tentou fugir, mas seguraram sua toga, ele a largou, fugindo de túnica, mas tropeçou durante a fuga e acabou morto pelo seu inimigo a bordoadas. O primeiro a atingir Graco foi Públio Satireu, golpeando-o na cabeça com a perna de um banco, seguido de Lúcio Rufo. Cerca de trezentas pessoas foram mortas por golpes de paus e pedras, nenhuma pela espada.
Durante a perseguição aos seguidores de Graco, na qual Diófanes, o Retórico, foi assassinado, Caio Vílio foi trancado em uma jaula na qual se colocaram víboras e serpentes e Blóssio de Cumas foi levado aos cônsules para julgamento. Blóssio confessou que agiu por ordens de Tibério Graco e Násica perguntou-lhe se, caso de Tibério tivesse ordenado que ateasse fogo ao Capitólio, se ele teria obedecido. Blóssio respondeu que Tibério jamais teria dado tal ordem, mas, quando a mesma pergunta foi feita por outras pessoas, ele disse que, se um homem como Tibério tivesse dado tal ordem, então seria certo cumpri-la, pois ele não a teria dado se não fosse pelo interesse do estado. Blóssio foi inocentado e se juntou ao usurpador Aristônico, pretendente ao Reino de Pérgamo na Ásia Menor.

## Morte
Násica passou a sofrer a hostilidade da plebe, que o acusava de ser um homem amaldiçoado e tirano, que havia se poluído pelo assassinato de um homem sagrado e inviolável no mais santo dos santuários da cidade. Para evitar a vingança dos populares, Serapião foi enviado para a Ásia na comissão que devia organizar a sucessão de Átalo III, que havia deixado o Reino de Pérgamo como herança para os romanos, recém-falecido, a primeira vez que um pontífice máximo deixou a cidade de Roma. Ele morreu assassinado lá, provavelmente pelas mãos dos aliados de Graco.
Násica Serapião era casado com Cecília Metela, filha de Quinto Cecílio Metelo Macedônico, com quem teve um filho de mesmo nome, que o sucedeu como pontífice e tornou-se cônsul em 111 a.C..